# Burt Sugarman
Burton Roy Sugarman (* 4. Januar 1939 in Los Angeles, Kalifornien) ist ein US-amerikanischer Filmproduzent.

## Leben
Zu Beginn seiner Karriere produzierte Sugarman ausschließlich für das Fernsehen. Erst ab Mitte der 1980er-Jahre war er auch an Spielfilmproduktionen beteiligt. Sugarmans bisher erfolgreichstes Werk war der Film Gottes vergessene Kinder, für den er 1987 zusammen mit Patrick J. Palmer für seinen ersten Oscar nominiert wurde.
Sugarman war vom 17. Oktober 1957 bis 1961 verheiratet mit Pauline Schur, mit der er ein Kind hat. Vom 28. Dezember 1975 bis zu Scheidung am 24. Dezember 1980 war er mit Carol Wayne verheiratet. Diese Ehe blieb kinderlos. Seit dem 8. April 1989 ist Sugarman mit Mary Hart verheiratet, mit der er einen Sohn, Alec Jay („AJ“)  hat, welcher am 24. Dezember 1991 geboren wurde. In den 1980er-Jahren stand er kurz vor der Heirat mit Ann-Margret.

## Filmografie (Auswahl)
Fernsehserien:
- 1971: Stand Up and Cheer
- 1972: The Midnight Special
- 1973: The Wizard of Odds
- 1974: Celebrity Sweepstakes
- 1977: The Richard Pryor Show (4 Folgen)
- 1980: Whew! (1 Folge)
- 1988: The Newlywed Game

Fernsehfilme:
- 1969: Dionne Warwick - Souled Out
- 1970: The Switched-On Symphony
- 1970–1971: Changing Scene
- 1972: The Jud Strunk Show
- 1977: The Richard Pryor Special?
- 1990: Mary Hart Presents Love in the Public Eye

Spielfilme:
- 1971: The Manipulator
- 1982: Kiss Me Goodbye
- 1986: Extremities
- 1986: Gottes vergessene Kinder (Children of a Lesser God)
- 1986: Verbrecherische Herzen (Crimes of the Heart)

## Auszeichnungen (Auswahl)
- 1970: Emmy: Nominierung in der Kategorie Bestes Musikprogramm – Klassische Musik für The Switched-On Symphony
- 1987: Oscar: Nominierung in der Kategorie Bester Film für Gottes vergessene Kinder